# 愛情與慾望的歲月
《愛情與慾望的歲月》（日語：愛と欲望の日々），是日本樂團南方之星的第50張單曲。2004年11月24日發行。

## 簡介
是南方之星1978年出道以來局紀念性的第50張單曲。作為同年富士電視台的時代劇《大奧 第一章》的主題曲。是南方之星首次演唱時代劇的主題曲。
儘管歌曲特意為電視劇創作，但是歌曲仍有著鮮明的南方之星幽默、諷刺的色彩，混合著日本傳統的曲風和搖滾、放克等元素，「和洋融合」，歌詞中間夾雜著大量1980年代代表性的流行英語詞彙。
歌曲PV中，桑田佳祐等樂團成員化身成幕末時代的西洋海軍大兵，來到江戶城的歌舞伎町，和眾人一起載歌載舞，在繁華和慾望橫流的世界中唱著醉生夢死和虛幻的愛情。出現在PV中的大量舞者是由《大奧 第一章》的劇組工作人員客串。
單曲發行前的新聞公告說本作是「愛情與慾望的歲月／LONELY WOMAN」雙A面，但是在發售前發行商才臨時宣布採用單A面。不過許多地方對這張唱片的描述仍然是雙A面，包括南方之星的官方網站。
是2005年度日本單曲銷量第16位。

## 收錄曲目
1. 愛情與慾望的歲月（愛と欲望の日々）
作詞、作曲：桑田佳祐；編曲：南方之星；管編曲：山本拓夫
富士系電視劇《大奧 第一章》主題曲
2. LONELY WOMAN
作詞、作曲：桑田佳祐；英語補作詞：岩本惠理子；編曲：南方之星；弦編曲：島健
豐田汽車「MORE THAN BEST」廣告歌
3. YELLOW MAN ～星星王子～ (LIVE at Differ有明)（イエローマン 〜星の王子様〜 (LIVE at ディファ有明)）
作詞、作曲：桑田佳祐；編曲：南方之星
4. 拉齊園路的小姐 (LIVE at Differ有明)（ラチエン通りのシスター (LIVE at ディファ有明)）
作詞、作曲：桑田佳祐；編曲：南方之星

## 外部連結
- （日語）唱片介紹（南方之星官網） （页面存档备份，存于）
- （繁體中文）唱片介紹（五大唱片） （页面存档备份，存于）